# Tryphon atratus
Tryphon atratus är en stekelart som beskrevs av Dmitriy R. Kasparyan 1969. Tryphon atratus ingår i släktet Tryphon och familjen brokparasitsteklar. Inga underarter finns listade i Catalogue of Life.